# هیوگه مونو
هیوگه مونو (به ژاپنی: , lit. "Jocular Fellow へうげもの) یک مجموعه مانگای ژاپنی است که توسط یامادا یوشی‌هیرو نوشته و مصورسازی شده‌است. این مجموعه از سال ۲۰۰۵ تا ۲۰۱۷ به‌وسیلهٔ کودانشا در هفته‌نامه مورنینگ به چاپ می‌رسید و تمام فصل‌های آن به طور مستقل در بیست و پنج جلد تانکوبون جمع‌آوری و چاپ شدند. این مانگا در سیزدهمین جشنواره هنرهای رسانه‌ای ژاپن و در سال ۲۰۱۰ در جایزه فرهنگی تزوکا اوسامو برنده جایزه شده‌است. این مانگا تصویری تخیلی از زندگی تویوتومی هیده‌یوشی را ارائه می‌دهد.
یک مجموعه تلویزیونی انیمه ۳۹ قسمتی نیز به کارگردانی کوایچی ماشیمو توسط استودیوی بی ترین بر گرفته از این مانگا ساخته شده است، که از ۷ آوریل ۲۰۱۱، تا ۲۶ ژانویه ۲۰۱۲ از شبکه ان‌اچ‌کی پخش شده‌است.